# Kurrent

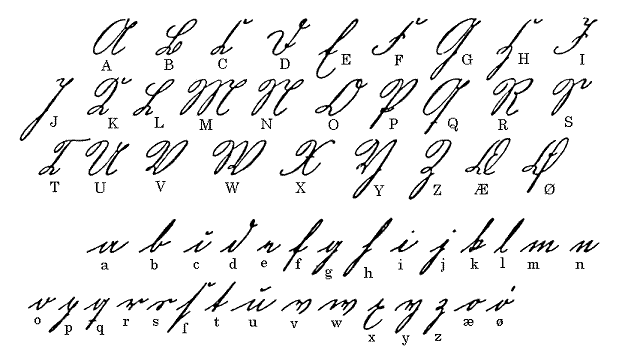
Dán nyelvű kurrent folyóírásos ábécé („gotisk skrift”) 1800 körül, Æ és Ø betűkkel a betűsor végén.

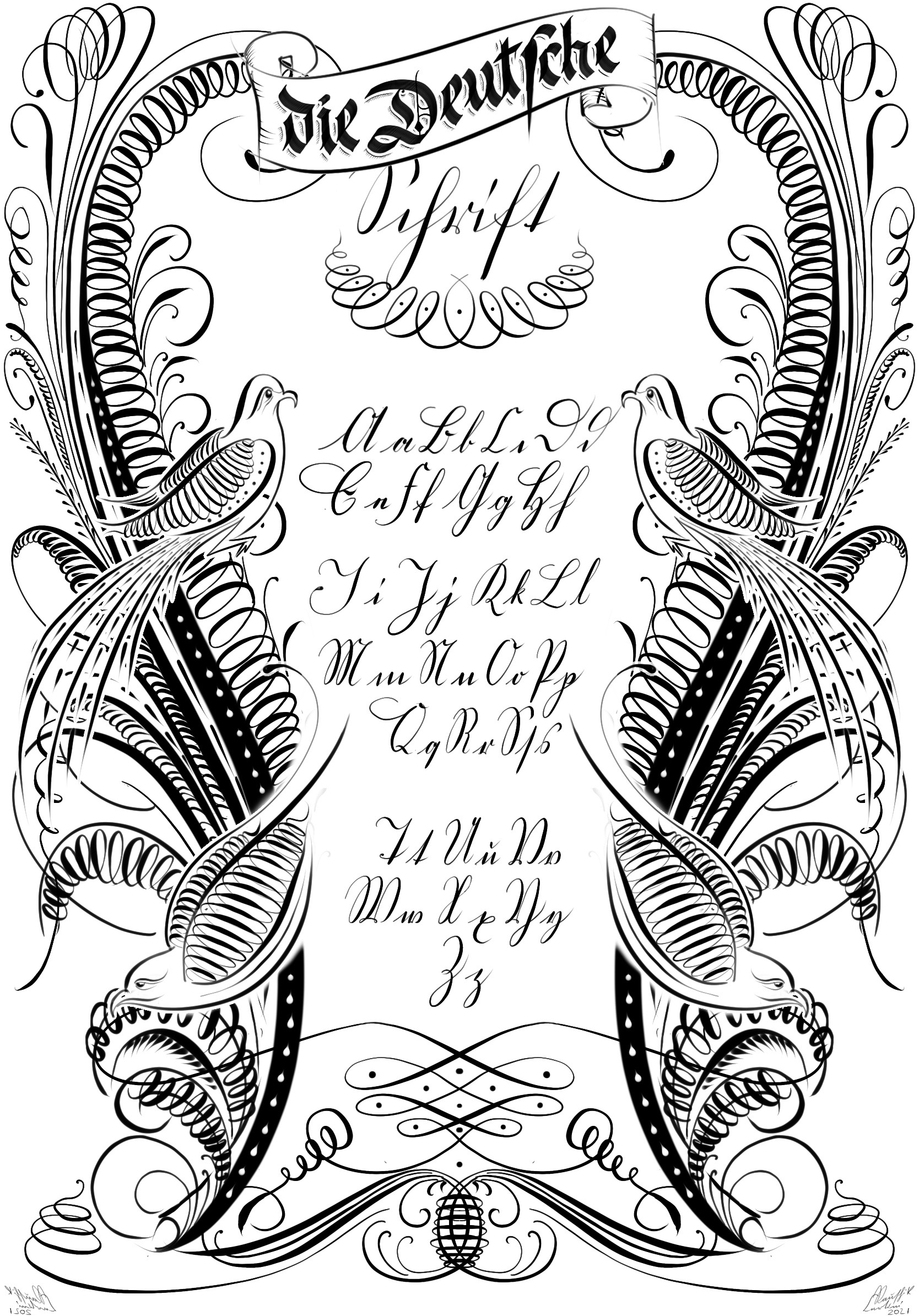
Kaushik Carlini 2021-es német kézírásának mintatáblázata.

A kurrent (német kiejtése: [kʊˈʁɛnt]) a német nyelvű kézírásnak a késő középkori folyóíráson alapuló régi formája, amelyet Kurrentschrift („kurzív írás”), deutsche Schrift („német írás”) és német kurzív írás néven is ismerünk. A használata során a 20. század első felében számos változata alakult ki.
A német írók párhuzamosan használták mindkét írásmódot, a kurrent és a latin betűs folyóírást: a szöveg helye, tartalma és szövegkörnyezete határozta meg, hogy melyik írásmódot használják.
A sütterlin egy modern, a kurrenten alapuló írásforma, amelyet egyszerűsített betűk és függőleges vonások jellemeznek. Ezt 1911-ben fejlesztették ki, és 1915-től 1941 szeptember elejéig minden német iskolában elsődleges írásként tanították. 1942 és 1945 között csak a deutsche Normalschrift („normál német írás”, amelyet néha „latinos írásként” is emlegetnek) használata és tanítása volt megengedett a német iskolákban. 1945 után - esetenként egészen az 1970-es és 1980-as évekig - a írást Sütterlin formában tanították az eredeti latin betűs írás mellett a nyugat- és keletnémet iskolákban, de alig használták.

## Példák

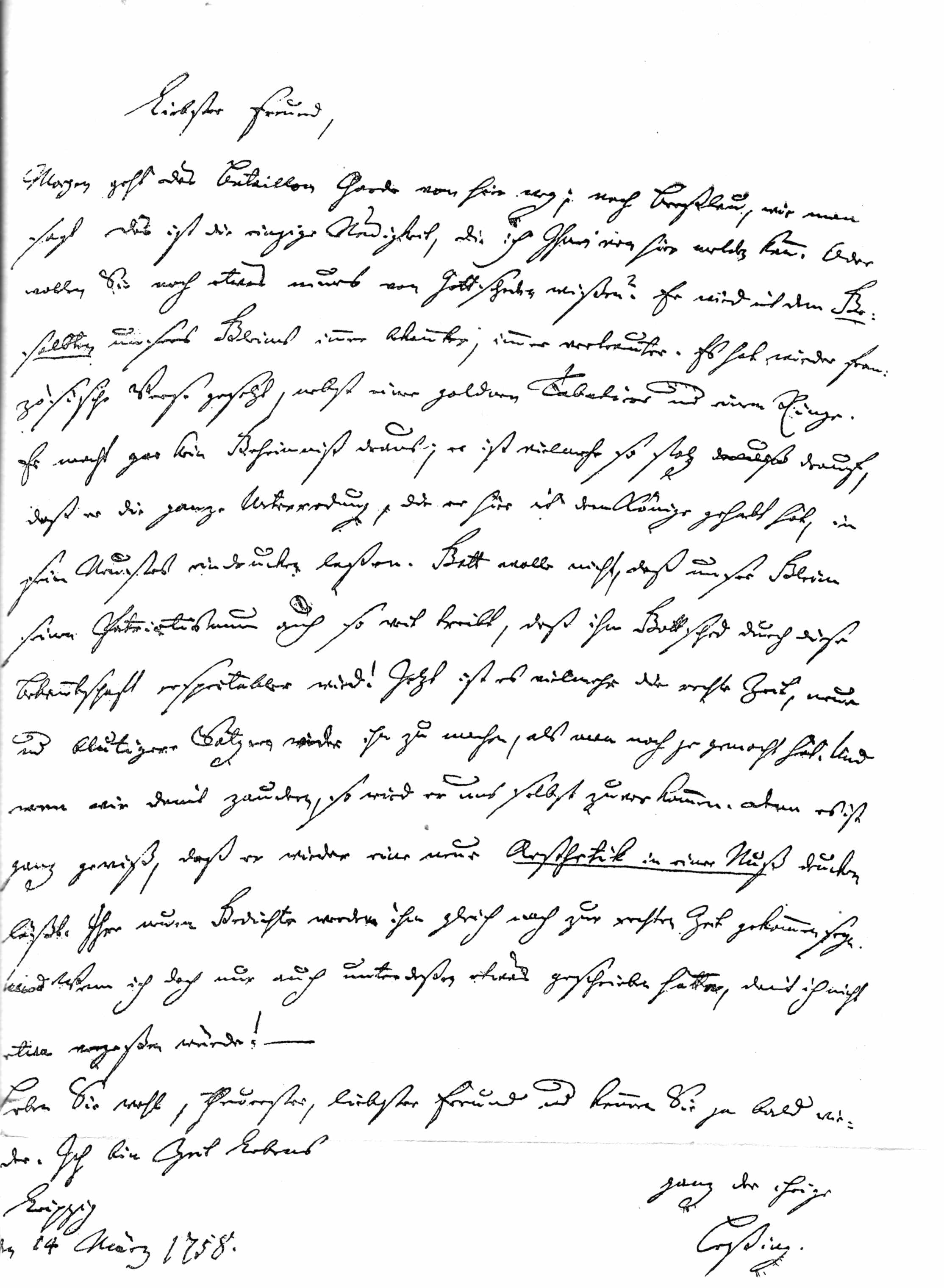
Lessing levele Kleist-hez, 1758. március 14
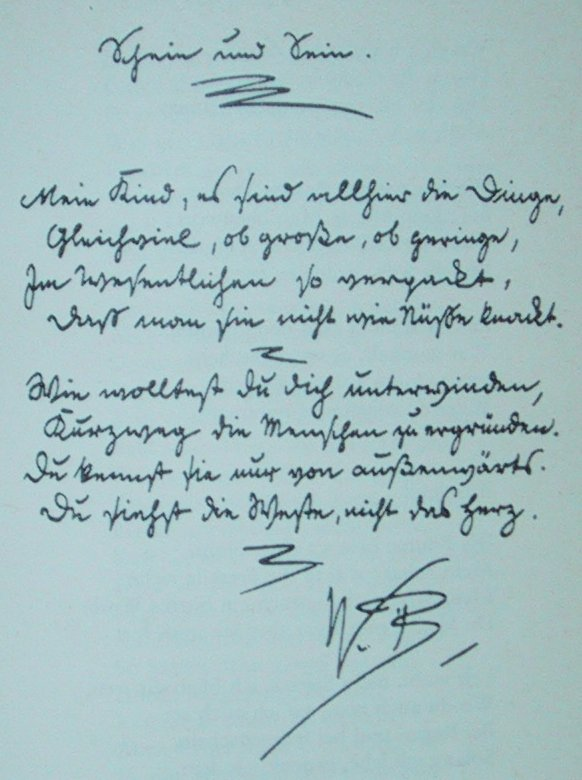
Wilhelm Busch kézirata (dátum nélkül, 19. század vége).
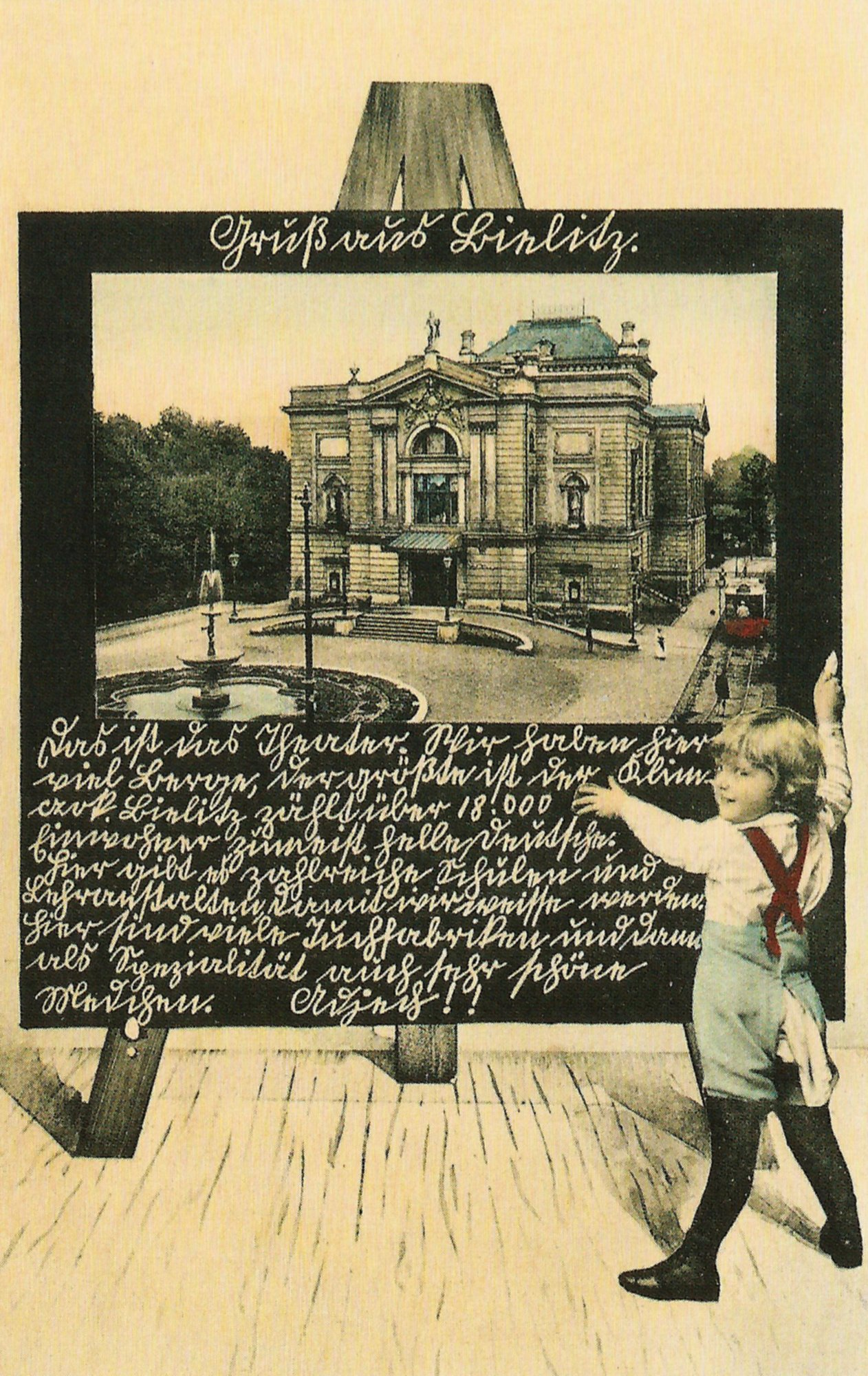
Példa egy 1905-ben megjelent könyvből
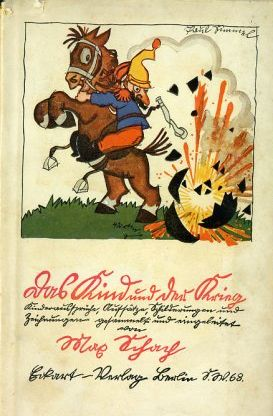
Egy 1916-os gyermekkönyv szövegéhez használt kurrent kézírás.
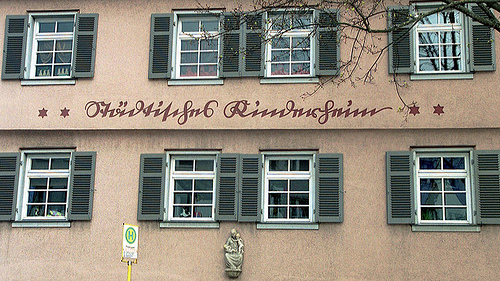
Egy Esslingen am Neckar-i városi gyermekotthon (Städtisches Kinderheim) felirata 2006-ban.
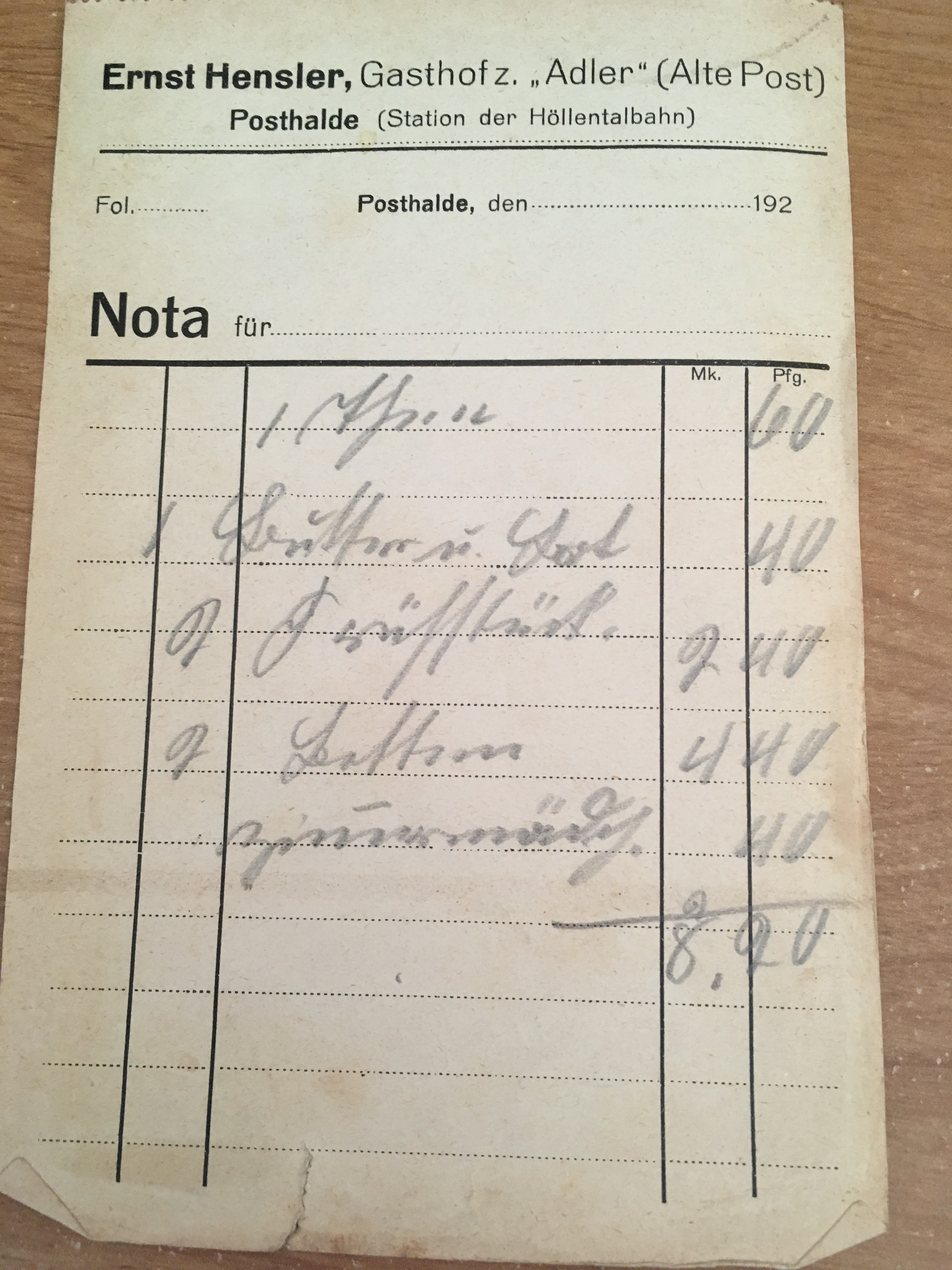
VKurrent betűkkel írott éttermi rendelés az 1920-as évekből.
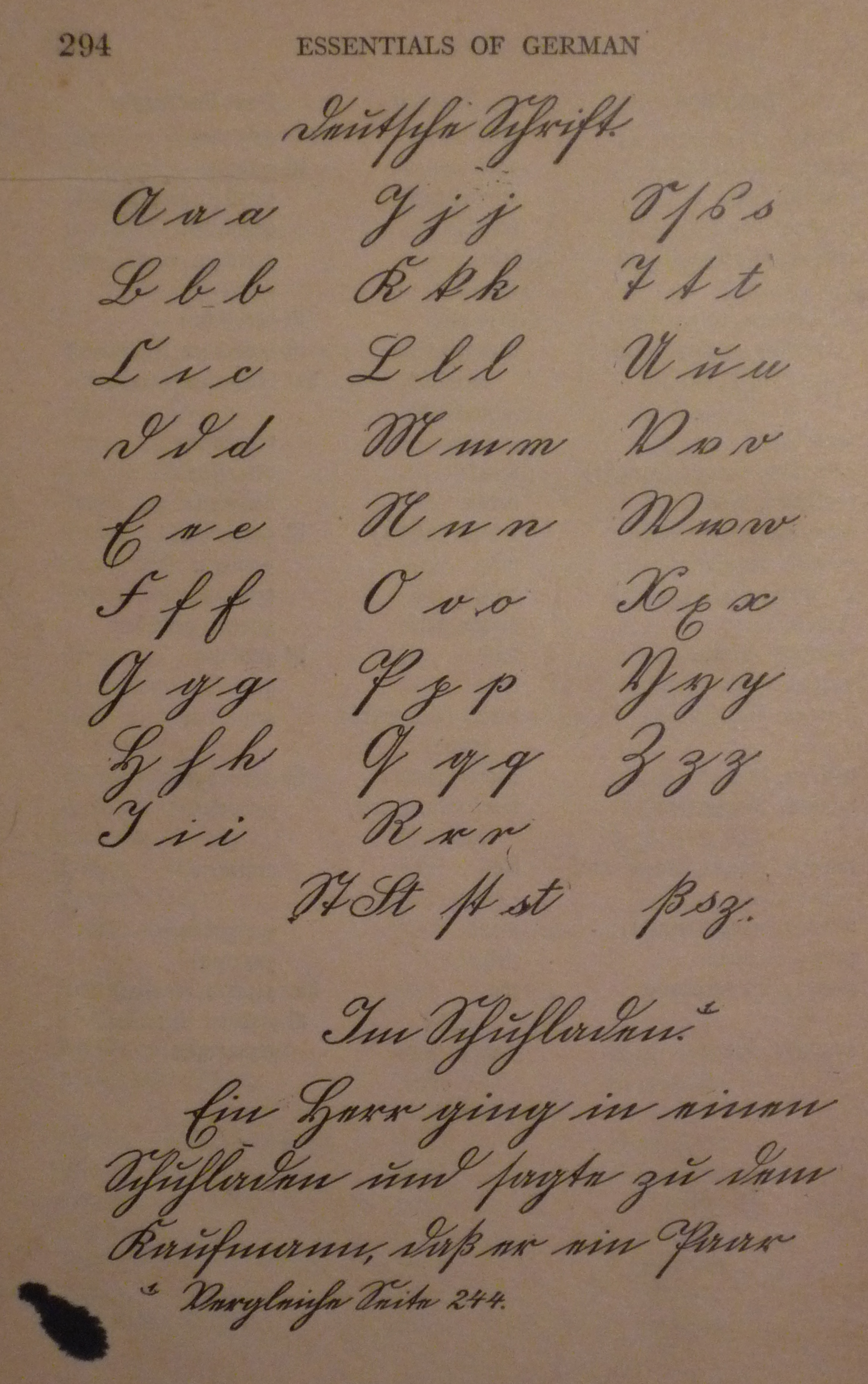
Kurrent írás egy 1903-14-es német nyelvi tankönyvből, a 26 betű, ligatúrák, a példaszöveg kezdete.
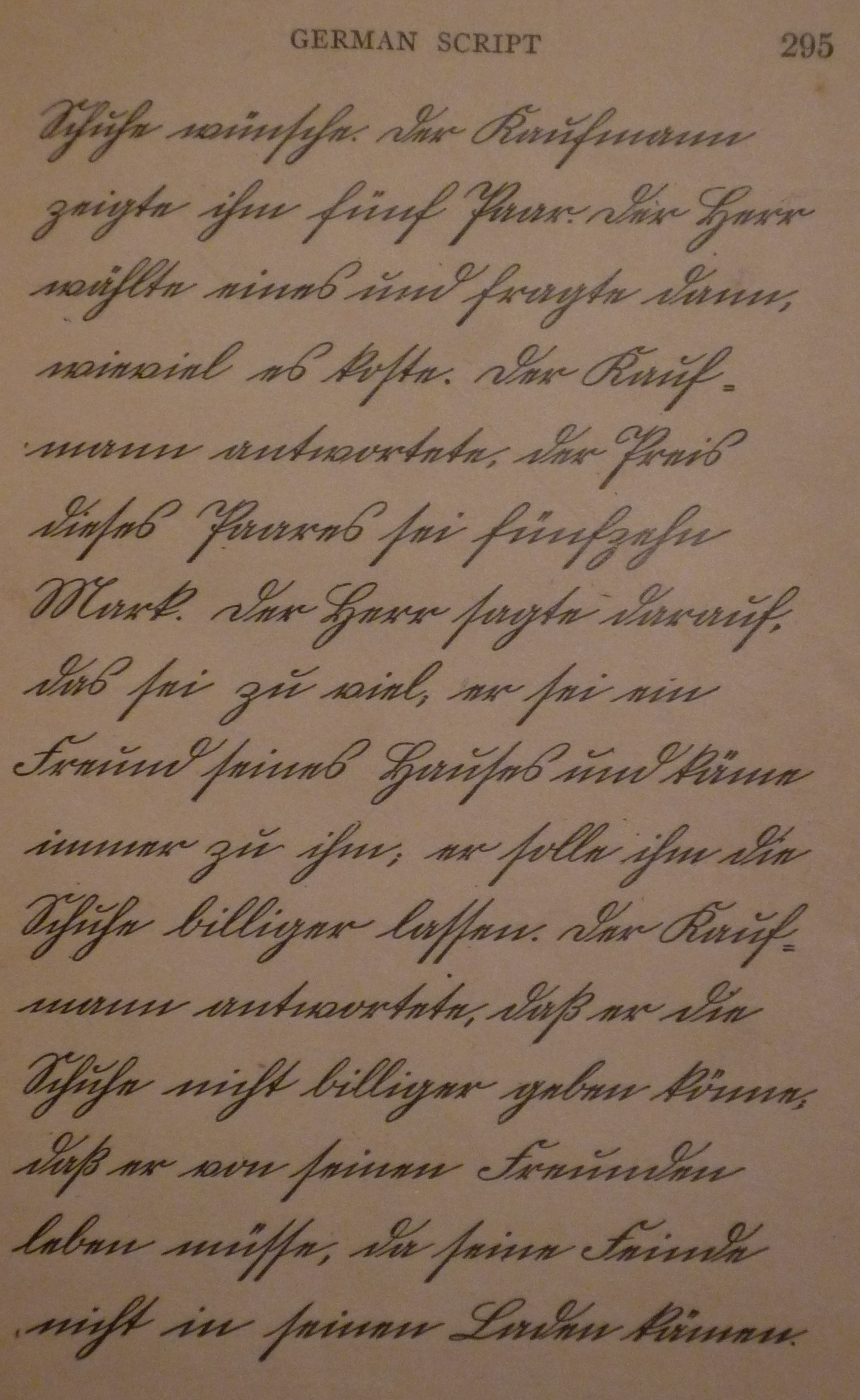
Kurrent írás egy 1903-14-es német nyelvű tankönyvből, a példaszöveg többi része.
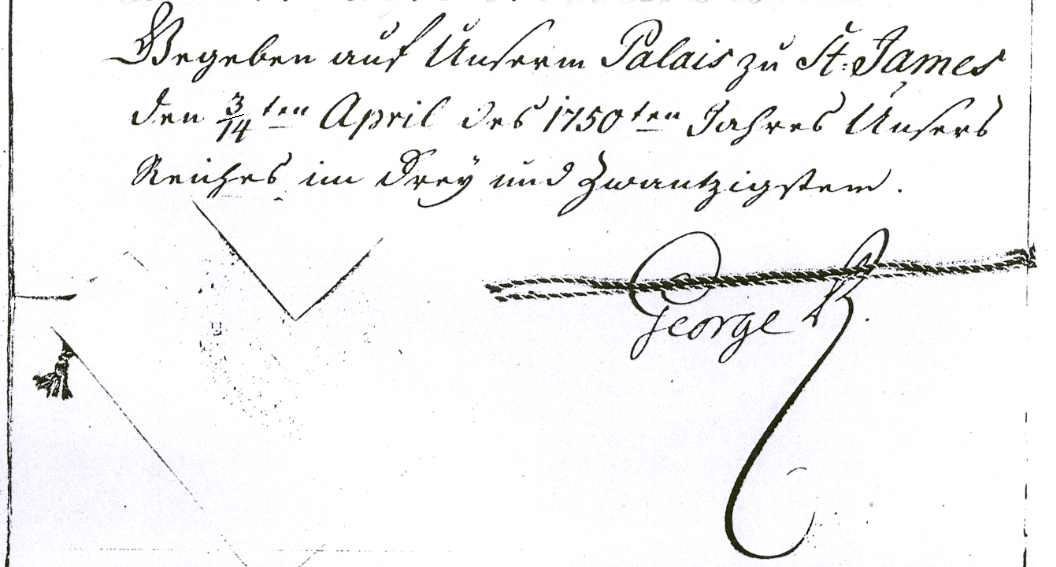
Egy 1750-es német szerződés utolsó bekezdése, amelyet II. György írt alá. Kurrent és „latin betűs” írásjegyek keverékét tartalmazza.
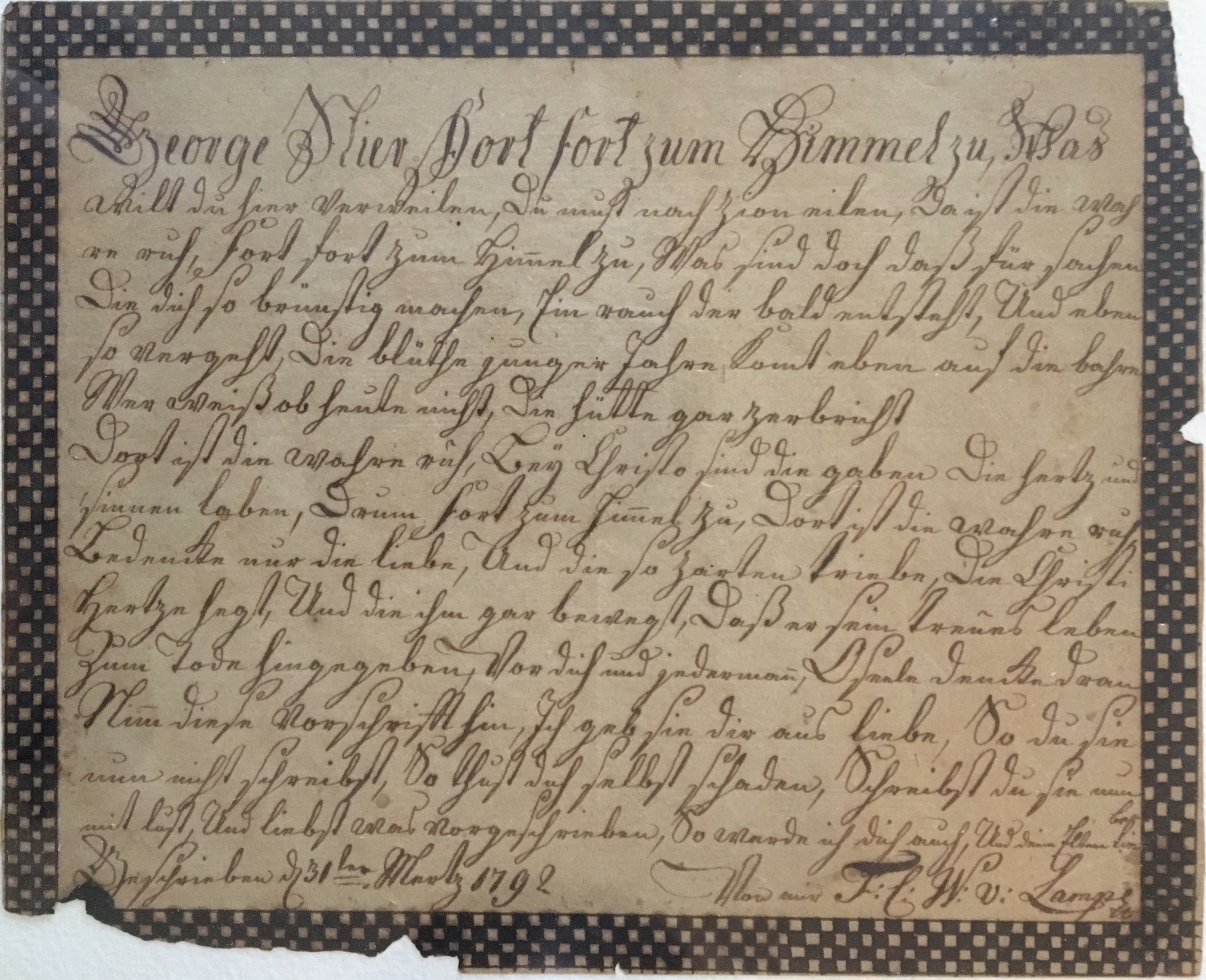
Kézzel írt levél, 1792